# Horizonte Morado
Horizonte Morado es la organización costarricense que le compró  en el año 2011 la totalidad de las acciones del Deportivo Saprissa al empresario Jorge Vergara.
El presidente de los representantes de Horizonte Morado se llama Juan Carlos Rojas Callan que junto Edgar Zürcher, Alberto Raven Odio, Televisora de Costa Rica y otros más, son los dueños mayoritarios de conjunto Tibaseño.
Horizonte Morado ha llevado a cabo múltiples proyectos como cambiar el césped de sintético a natural, la renovación del estadio.